# Brevoort Houses
Brevoort Houses, ou Brevoort Projects, é um projeto de habitação pública localizado no bairro de Bedford-Stuyvesant, no Brooklyn, Nova Iorque. O complexo é composto por 13 prédios de sete andares com 896 apartamentos. O complexo ocupa uma área de 17,26 acres e a construção foi concluída em 31 de agosto de 1955. É de propriedade e administrado pela Autoridade de Habitação da Cidade de Nova Iorque.
O empreendimento está localizado entre as ruas Bainbridge e Fulton e as avenidas Ralph e Patchen. As linhas de metrô mais próximas incluem a "C" na Avenida Ralph, bem como as "A" e "C" na Avenida Utica.

## Residentes notáveis
- Fabolous (nascido em 1977), rapper[4]
- Steven Richardson, físico[5]